# Eishockey-Bundesliga 1993/94
Die 36. Saison der Eishockey-Bundesliga war gleichzeitig deren letzte, da die Liga nach 37 Jahren durch die Deutsche Eishockey Liga, eine selbstverwaltete Profiliga nach nordamerikanischem Vorbild, ersetzt wurde.
Deutscher Meister wurde der EC Hedos München, der vor der Saison kräftig aufgerüstet hatte, sich dabei aber finanziell übernahm.

## Voraussetzungen

### Teilnehmer
Folgende zwölf Vereine nehmen an der Eishockey-Bundesliga 1993/94 teil (alphabetische Sortierung mit Vorjahresplatzierung):
| Klub                | Standort     | Vorjahr    | Play-offs          |
| ------------------- | ------------ | ---------- | ------------------ |
| BSC Preussen        | Berlin       | 6.         | Halbfinale         |
| EHC Eisbären Berlin | Berlin       | 12.        | Play-down 1. Runde |
| Düsseldorfer EG     | Düsseldorf   | 1.         | Deutscher Meister  |
| ESV Kaufbeuren      | Kaufbeuren   | 7.         | Viertelfinale      |
| Kölner EC           | Köln         | 2.         | Finale             |
| Krefelder EV        | Krefeld      | 3.         | Viertelfinale      |
| EV Landshut         | Landshut     | 10.        | Play-down 1. Runde |
| Mannheimer ERC      | Mannheim     | 5.         | Halbfinale         |
| EC Hedos München    | München      | 4.         | Viertelfinale      |
| EC Ratingen         | Ratingen     | 8.         | Viertelfinale      |
| SB Rosenheim        | Freiburg     | Aufsteiger | –                  |
| Schwenninger ERC    | Schwenningen | 9.         | Play-down 2. Runde |

### Modus
Die Ursachen für die Einführung der neuen Liga waren in den Ereignissen der vergangenen Jahre zu suchen. Seit Einführung der Play-downs vor vier Jahren war die Entscheidung über den Abstieg nicht mehr auf dem Eis gefallen, vielmehr war die finanzielle Situation mancher Clubs ausschlaggebend. Gleich vier Mannschaften mussten in diesem Zeitraum, obwohl sportlich qualifiziert, aufgrund ihrer Finanzlage, sei es durch freiwilligen Rückzug oder sei es durch Lizenzentzug, absteigen. Dafür konnten sportlich bereits abgestiegene Teams ihre Bundesligaplätze behalten. Dies ließ insbesondere bei den Erstligavereinen die Ansicht reifen, dass wie in den nordamerikanischen Profiligen üblich, über die Ligazugehörigkeit allein ein Lizenzierungsverfahren entscheiden sollte. Ein weiterer Vorteil einer solchen Regelung war auch, dass Vereine und Kommunen vielleicht eher bereit wären, in neue modernere und vor allem größere Eisstadien zu investieren, wenn über dem finanziellen Engagement nicht immer das Damoklesschwert des sportlichen Abstiegs schweben würde. Ein weiterer Grund für die Einführung der DEL war, dass die Bundesligavereine sich in ihren Wünschen und Anliegen nicht ausreichend vom DEB vertreten sahen. Sie trauten dem Verband nicht mehr zu, die unterschiedlichen Ansprüche von Amateurvereinen und Profivereinen in gleichem und vor allem ausreichendem Maße zu befriedigen. Daher beschlossen die Bundesligavereine nach dem Saisonende und entsprechenden Verhandlungen mit dem DEB, eine sich selbst verwaltende Profiliga mit insgesamt 18 Vereinen ins Leben zu rufen. Diese Entscheidung beendete nach 37 Jahren die Ära der Eishockey-Bundesliga.
Im Vorfeld der letzten Bundesliga-Saison gab es noch einmal einige kleine Veränderungen im Vergleich zum Vorjahr. Das Viertelfinale der Play-offs und die 2. Runde der Play-downs wurden zum ersten Mal im Modus „Best of Seven“ ausgetragen werden. Dabei galt beim Viertelfinale ein anderer Rhythmus bei den Heim- und Auswärtsspielen; an Stelle des permanenten Wechsels (heim-auswärts-heim-auswärts) begann nun die besser platzierte Mannschaft mit zwei Heimspielen, denen dann zwei Auswärtsspiele folgten, ansonsten blieb aber alles beim Alten.

## Vorrunde

### Abschlusstabelle
|     | Klub                | Sp | S  | U  | N  | Tore    | Punkte |
| --- | ------------------- | -- | -- | -- | -- | ------- | ------ |
| 1.  | Düsseldorfer EG (M) | 44 | 33 | 2  | 9  | 182: 92 | 68:20  |
| 2.  | EC Hedos München    | 44 | 30 | 3  | 11 | 189:108 | 63:25  |
| 3.  | Krefelder EV        | 44 | 23 | 10 | 11 | 167:121 | 56:32  |
| 4.  | EV Landshut         | 44 | 26 | 4  | 14 | 142:113 | 56:32  |
| 5.  | Kölner EC           | 44 | 26 | 3  | 15 | 147:109 | 55:33  |
| 6.  | BSC Preussen        | 44 | 23 | 5  | 16 | 168:128 | 51:37  |
| 7.  | Mannheimer ERC      | 44 | 19 | 5  | 20 | 156:140 | 43:45  |
| 8.  | ESV Kaufbeuren      | 44 | 14 | 3  | 27 | 120:169 | 31:57  |
| 9.  | SB Rosenheim (N)    | 44 | 12 | 5  | 27 | 108:163 | 29:59  |
| 10. | Schwenninger ERC    | 44 | 11 | 7  | 26 | 115:175 | 29:59  |
| 11. | EHC Eisbären Berlin | 44 | 11 | 2  | 31 | 119:214 | 24:64  |
| 12. | EC Ratingen         | 44 | 9  | 5  | 30 | 126:207 | 23:65  |

Abkürzungen: Sp = Spiele, S = Siege, U = Unentschieden, N = Niederlagen, (N) = Neuling, (M) = Titelverteidiger

Erläuterungen:       = Play-offs,       = Play-downs.

### Beste Scorer
| Spieler          | Mannschaft          | Spiele | Tore | Assists | Punkte |
| ---------------- | ------------------- | ------ | ---- | ------- | ------ |
| Mike Bullard     | EV Landshut         | 44     | 37   | 26      | 63     |
| Chris Valentine  | Düsseldorfer EG     | 43     | 19   | 40      | 59     |
| Wally Schreiber  | EC Hedos München    | 44     | 25   | 30      | 55     |
| Jiří Lála        | Mannheimer ERC      | 41     | 21   | 29      | 50     |
| François Sills   | Krefelder EV        | 44     | 29   | 20      | 49     |
| Benoît Doucet    | Düsseldorfer EG     | 44     | 24   | 25      | 49     |
| Gordon Sherven   | EC Hedos München    | 43     | 21   | 27      | 48     |
| Peter Draisaitl  | Mannheimer ERC      | 43     | 19   | 29      | 48     |
| Richard Žemlička | EHC Eisbären Berlin | 44     | 15   | 33      | 48     |
| Dieter Hegen     | EC Hedos München    | 44     | 21   | 26      | 47     |

## Play-downs
Als Absteiger wurde in den Play-downs der EC Ratingen ermittelt, als Meister der 2. Bundesliga hatte sich der Augsburger EV den Aufstieg erkämpft. In den Relegationsspielen gegen den Zweitplatzierten der 2. Bundesliga gelang dem Vorletzten Schwenninger ERC der Klassenerhalt.
Durch die Einführung der DEL waren letztendlich jedoch alle Auf- und Abstiegsentscheidungen auf dem Eis wie in den Vorjahren bedeutungslos.
Beide Play-down-Runden wurden im Modus „Best of Seven“ ausgespielt.

### 1. Runde
|                  |   |                     | Serie | 1   | 2         | 3   | 4   | 5   | 6   | 7 |
| ---------------- | - | ------------------- | ----- | --- | --------- | --- | --- | --- | --- | - |
| SB Rosenheim     | – | EC Ratingen         | 4:2   | 4:1 | 6:2       | 6:3 | 1:7 | 2:5 | 5:1 | – |
| Schwenninger ERC | – | EHC Eisbären Berlin | 0:4   | 1:2 | 3:4 n. V. | 3:4 | 2:6 | –   | –   | – |

### 2. Runde
|                  |   |             | Serie | 1         | 2   | 3   | 4   | 5    | 6   | 7   |
| ---------------- | - | ----------- | ----- | --------- | --- | --- | --- | ---- | --- | --- |
| Schwenninger ERC | – | EC Ratingen | 4:3   | 5:6 n. P. | 3:6 | 4:2 | 2:4 | 10:4 | 4:1 | 5:4 |

## Relegationsspiele
Die Relegationsspiele des Zweitrunden-Play-down-Siegers Schwenninger ERC gegen den Zweitplatzierten der 2. Bundesliga, den EC Kassel, wurden im „Best of Three“ ausgespielt.
|                  |   |           | Serie | 1   | 2   | 3 |
| ---------------- | - | --------- | ----- | --- | --- | - |
| Schwenninger ERC | – | EC Kassel | 2:0   | 6:1 | 4:1 | – |

## Play-offs
Im Saisonverlauf schien sich zunächst der fünfte Titelgewinn in Folge für die Düsseldorfer EG anzubahnen. Nach souveränem Gewinn der Doppelrunde wurde auch das Viertelfinale mit 4:0 Siegen ohne Probleme überstanden. Doch im Halbfinale zeigte der Titelverteidiger erste Schwächen und benötigte fünf Spiele, um sich gegen den BSC Preussen durchsetzen zu können, während Finalgegner EC Hedos München nur drei Spiele gegen die Kölner Haie benötigte. Nach einem 3:0-Sieg im Finale konnte die bayerische Hauptstadt schließlich ihren ersten Titelgewinn seit 72 Jahren, als der MTV 1879 München die Meisterschaft gewonnen hatte. Doch der Verein erkaufte sich diesen Erfolg durch überzogenen finanziellen Aufwand. Nur wenige Monate nach dem großen Triumph erfolgte daher der Kollaps. Der Titelverteidiger unter dem neuen Namen Maddogs München musste die erste DEL-Saison vorzeitig abbrechen und verschwand vollständig von der Eishockey-Bühne.

### Viertelfinale
Beide Play-off-Viertelfinale wurde im Modus „Best of Seven“ ausgespielt, anschließend traten die Mannschaften im Best-of-Five-Modus gegeneinander an.
|                  |   |                | Serie | 1   | 2   | 3   | 4         | 5         | 6   | 7   |
| ---------------- | - | -------------- | ----- | --- | --- | --- | --------- | --------- | --- | --- |
| Düsseldorfer EG  | – | ESV Kaufbeuren | 4:0   | 3:0 | 3:1 | 4:1 | 3:2       | –         | –   | –   |
| EC Hedos München | – | Mannheimer ERC | 4:0   | 7:1 | 5:1 | 8:6 | 8:3       | –         | –   | –   |
| Krefelder EV     | – | BSC Preussen   | 2:4   | 3:5 | 4:3 | 4:5 | 2:3       | 4:3 n. P. | 2:4 | –   |
| EV Landshut      | – | Kölner EC      | 3:4   | 3:1 | 0:2 | 5:2 | 4:3 n. V. | 2:3       | 2:4 | 2:4 |

### Halbfinale
|                  |   |              | Serie | 1   | 2   | 3   | 4   | 5   |
| ---------------- | - | ------------ | ----- | --- | --- | --- | --- | --- |
| Düsseldorfer EG  | – | BSC Preussen | 3:2   | 2:1 | 2:5 | 0:3 | 5:2 | 6:2 |
| EC Hedos München | – | Kölner EC    | 3:0   | 5:3 | 5:4 | 4:2 | –   | –   |

### Finale
|                 |   |               | Serie | 1   | 2   | 3   | 4 | 5 |
| --------------- | - | ------------- | ----- | --- | --- | --- | - | - |
| Düsseldorfer EG | – | Hedos München | 0:3   | 2:4 | 2:3 | 1:4 | – | – |

Damit wurde der EC Hedos München Deutscher Meister und war damit das vierte Team, welchem es gelang, jede Serie durch einen Sweep, also ohne eine einzige Play-off-Niederlage, für sich zu entscheiden. Außerdem war der EC Hedos München damit das erste Team, das als schlechter platziertes Team eine Finalserie ohne Niederlage gewinnen konnte. Erst in der Saison 2010/11 gelang dies den Eisbären Berlin wieder.

### Beste Scorer
| Spieler         | Mannschaft       | Spiele | Tore | Assists | Punkte |
| --------------- | ---------------- | ------ | ---- | ------- | ------ |
| Dieter Hegen    | EC Hedos München | 9      | 10   | 11      | 21     |
| Gerd Truntschka | EC Hedos München | 10     | 6    | 10      | 16     |
| Wally Schreiber | EC Hedos München | 10     | 5    | 11      | 16     |

## Kader des Deutschen Meisters
| Deutscher Meister EC Hedos München | Torhüter: Karl Friesen, Peter Zankl Verteidiger: Greg Müller, Mike Schmidt, Florian Storf, Zdeněk Trávníček, Christian Lukes, Alexander Genze, Rainer Lutz, Sergei Schendelew Angreifer: Gordon Sherven, Anthony Vogel, Dale Derkatch, Gerd Truntschka, Ewald Steiger, Dieter Hegen, Andreas Volland, Raimond Hilger, Georg Franz, Jan Benda, Wally Schreiber, Tobias Abstreiter, Ralf Reisinger, Chris Straube Cheftrainer: Hardy Nilsson |